# Guapira witsbergeri
Guapira witsbergeri är en underblomsväxtart som beskrevs av Cyrus Longworth Lundell. Guapira witsbergeri ingår i släktet Guapira och familjen underblomsväxter. Inga underarter finns listade i Catalogue of Life.